# Nueva Ross
New Ross (en irlandés: Ros Mhic Thriúin) es un pueblo situado al suroeste del condado de Wexford, en el sureste de Irlanda. Consagrándo como el tercero más grande del condado después de Wexford y Enniscorthy.

## Historia
La ciudad portuaria de Nueva Ross data de la Edad Media, su primer asentamiento tuvo lugar en el siglo VI cuando San Abán de Magheranoidhe fundó un monasterio en la actual ciudad.

## Galería

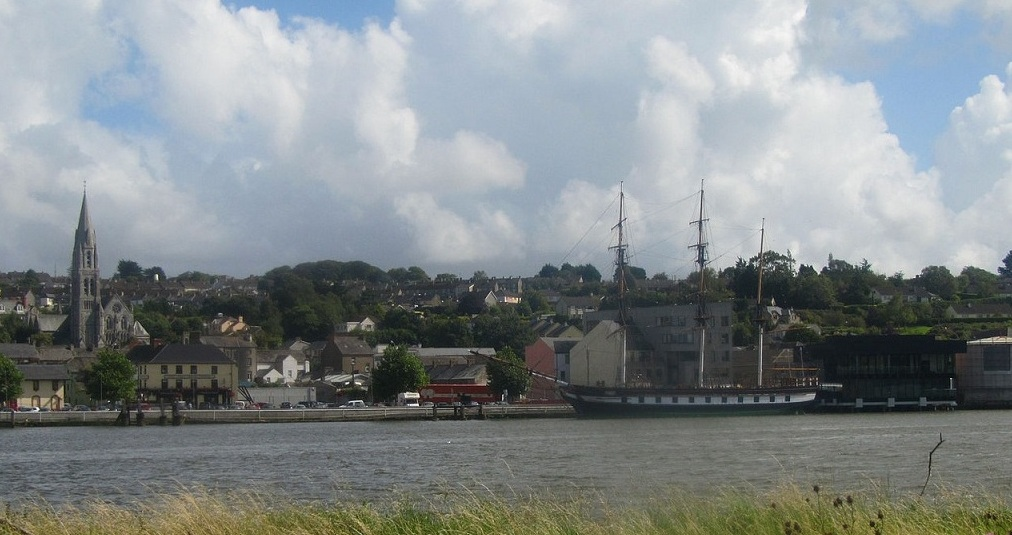
Nueva Ross
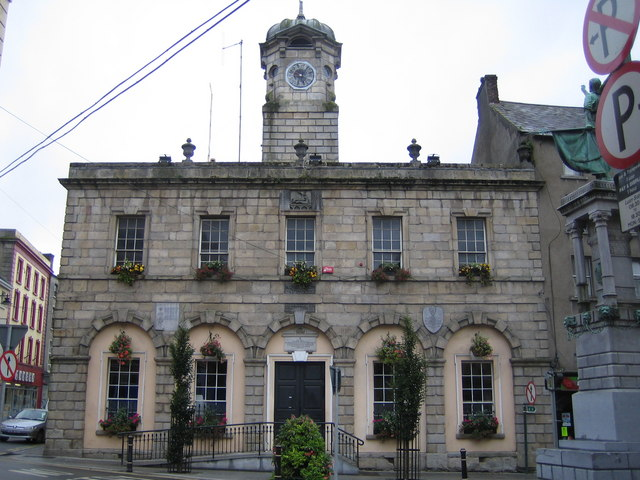
Edificio de portazgo, actual Ayuntamiento.